# 齋藤雅一
齋藤 雅一（さいとう まさかず）は、日本の防衛官僚。防衛省東北防衛局長、防衛省大臣官房サイバーセキュリティ・情報化審議官、防衛省情報本部副本部長、統合幕僚監部総括官等を経て、防衛研究所長。

## 来歴・人物
山形県立山形東高等学校を経て、東京大学法学部卒業。1987年防衛庁入庁。イラク戦争後、イラクのサマーワに赴任し、陸上自衛隊のポリティカル・アドバイザーを務めた。消防庁や内閣官房への出向等を経て、2014年防衛省東北防衛局長。2016年から防衛省大臣官房サイバーセキュリティ・情報化審議官を務め、陸上自衛隊の通信ネットワークがサイバー攻撃された事件への対応にあたるなどした。2017年防衛省大臣官房審議官兼情報本部副本部長。2018年統合幕僚監部総括官。2019年防衛省大臣官房公文書監理官。2021年防衛研究所長。2022年8月、退官。